# Pyrausta rubescentalis
Pyrausta rubescentalis là một loài bướm đêm trong họ Crambidae.